# Ždánice (ort i Tjeckien, Vysočina)
Ždánice är en ort i Tjeckien.   Den ligger i regionen Vysočina, i den centrala delen av landet, 150 km öster om huvudstaden Prag. Ždánice ligger 621 meter över havet och antalet invånare är 190.
Terrängen runt Ždánice är platt åt sydväst, men åt nordost är den kuperad. Runt Ždánice är det ganska tätbefolkat, med 78 invånare per kvadratkilometer. Närmaste större samhälle är Bystřice nad Pernštejnem, 2,7 km söder om Ždánice. I omgivningarna runt Ždánice växer i huvudsak blandskog.